# San José (Nueva Écija)
San José, anteriormente conocido como San José de Casignan,  es una ciudad de la provincia filipina de Nueva Écija, en la región de Luzón Central. Sede de la Diócesis de San José en las Islas Filipinas en la provincia Eclesiástica de Lingayén-Dagupán.
De acuerdo con el censo de 2000, la ciudad registró una población de 108.254 habitantes, que residían en 23.191 viviendas.

## Historia
La ciudad fue fundada por los españoles, también se llamó Cabaritán.

## Barangays
San José se subdivide en 38 barangays.
| - A. Pascual - Abar 1st - Abar 2nd - Bagong Sikat - Caanawan - Calaocan - Camanacsacan - Culaylay - Dizol - Kaliwanagan - Kita-Kita - Malasin - Manicla | - Palestina - Parang Mangga - Villa Joson (Parilla) - Pinili - Rafael Rueda, Sr. Pob. - Ferdinand E. Marcos Pob. - Canuto Ramos Pob. - Raymundo Eugenio Pob. - Crisanto Sanchez Pob. - Porais - San Agustín - San Juan - San Mauricio | - Santo Niño 1st - Santo Niño 2nd - Santo Tomas - Sibut - Sinipit Bubon - Santo Niño 3rd - Tabulac - Tayabo - Tondod - Tulat - Villa Floresca - Villa Marina |